# Arsínoe (filla de Fegeu)
|  | Per a altres significats, vegeu «Arsinoe». |

Segons la mitologia grega, Arsínoe (en grec antic Ἀρσινόη) va ser una heroïna, filla de Fegeu, rei de Psofis. També és coneguda amb el nom d'Alfesibea.
Es va casar amb l'heroi Alcmeó, que la va obsequiar amb el vestit (que en altre temps havia servit per subornar a Erifile) i el collaret (que estava maleït i duia mala sort a tots aquells que el posseïen) d'Harmonia, però després el seu marit la va abandonar per la nimfa Cal·lírroe.